# Промисловість Аргентини
Промисловість Аргентини

Більше половини промислової продукції країни виробляється у Великому Буенос-Айресі.

Аргентина першою з латиноамериканських країн створила сучасну потужну індустріальну базу. Обробна промисловість займає важливе місце в господарстві країни, забезпечуючи 20 % ВВП.
З початку 1990-их років в країні активно проводиться політика приватизації та ще більш широкого приваблення іноземного капіталу. Вступ до Меркосур (Південний загальний ринок) значно розширив внутрішній ринок Аргентини. Для Аргентини характерно переважання обробної промисловості, а в ній домінує важка промисловість; однак традиційні галузі легкої та особливо харчової промисловості займають, як і раніше, важливе місце та мають експортне значення.
Тим не менш, через проведення необдуманих неоліберальних реформ економічна криза в 2001 році призвела до значного росту соціальної напруженості та дефолту (сума державного боргу на той момент склала 132 мільярда доларів, чим зробив цей дефолт найбільшим в історії).
Для розміщення промисловості характерна висока територіальна концентрація: значна частина промислових підприємств важкої промисловості зосереджена в низов'ї Парани, в промисловому поясі між Буенос-Айресом і Росаріо; більше половини промислової продукції виробляється у Великому Буенос-Айресі.
За видобутком нафти країна займає четверте місце (після Венесуели, Еквадору та Бразилії) в Латинській Америці. Видобуток повністю забезпечує потреби країни, тож держава нафту не експортує.
Аргентина входить в десятку провідних країн за запасами урану. Країна відома своїми науковими розробками в області ядерної енергетики та уранової промисловості.
Чорна металургія країни — найстаріша на континенті, але розвивається досить повільно, з великим навантаженням потужностей через недостатність сировини. Більшість сировини доводиться імпортувати.
З галузей кольорової металургії розвинені: виплавлення свинцю, цинку, міді, алюмінію на основі власної та імпортної сировини.
Машинобудування займає провідне місце за вартістю продукції в важкій промисловості. Найрозвиненіше транспортне машинобудування (свої заводи в Аргентині мають Ford, Chrysler, Toyota, Peugeot та ін.), с/г машинобудування, виготовлення обладнання для харчової промисловості, електротехніка (заводи IBM, Siemens). В транспортному машинобудуванні лідирує автомобілебудування (Буенос-Айрес, Кордова), розвинуте судобудівництво та судоремонт (Буенос-Айрес, Енсенада), авіабудування та виготовлення гвинтокрилів (Кордова).
Серед експортних галузей особливе місце займає м'ясозаготівля — традиційна та специфічна для країни галузь. Аргентина належить до числа найзначніших виробників м'яса, в основному яловичини, та його експортерів. З інших галузей харчової промисловості експортне значення має виготовлення рослинних олій в останні роки — соєвої, борошномельної. Також до цього списку належать маслоробна промисловість, виноробство. На внутрішній ринок орієнтована плодоовочева, консервна, цукрова галузі промисловості, виготовлення напоїв.

### Зовнішня торгівля
Експорт — 70,0 млрд дол. в 2008 році — соя, нафта та газ, автомобілі, кукурудза, пшениця, м'ясо.
Основні покупці — Бразилія 18,9 %, Китай 9,1 %, США 7,9 %, Чилі 6,7 %, Нідерланди 4,2 %.
Імпорт — 54,6 млрд дол. в 2008 році — промислова продукція, органічні хімікати, пластмаси.
Основні постачальники — Бразилія 31,3 %, Китай 12,4 %, США 12,2 %, Німеччина 4,4 %.